# Octoban
Gli Octoban, detti anche tube toms per via della loro forma "a tubo", sono un tipo di tamburo di diametro di 6 pollici (15 cm), dotato della sola pelle battente, il cui fusto, generalmente in vetroresina o in materiale acrilico, è realizzato in varie lunghezze.
Si tratta di strumenti con suono determinato, a differenza della maggior parte dei tamburi.
L'altezza (pitch) di ogni singolo octoban è determinata dalla profondità del fusto (dal più acuto con fusto corto al più grave con fusto più lungo).

## Storia
Probabilmente i moderni octobans discendono dai boobam, i cui fusti erano costituiti da tubi di bambù.
Nella loro forma attuale, furono  introdotti originariamente dalla casa giapponese Tama verso la metà degli anni '70, prodotti in vari set. Il set completo era di 8 elementi, i cui suoni potevano essere accordati su una ottava diatonica: di qui il nome Octoban.

## Gli octoban oggi
Gli octoban o loro simili vengono prodotti oggi da varie case con nomi diversi, come la Pearl (che li chiama  "quarter toms", con fusto in alluminio), la ddrum, che realizza un set di 10 pezzi battezzato di conseguenza "Deccabons", e la Drum Workshop che produce tube toms di cui si può specificare la lunghezza del fusto battezzati "rata drums". La Tamburo Drums ha introdotto nel  2010 gli octopera ossia degli octabans fatti in legno come la linea professionale "Opera".
C'è anche chi si è costruito artigianalmente dei tube toms utilizzando tubi in PVC.
Alcuni batteristi famosi che usano o hanno usato questo strumento sono: Billy Cobham, Mike Portnoy (Dream Theater), Simon Phillips (Toto), Bill Bruford, Stewart Copeland (Police), Igor Cavalera (Sepultura), Peso (Necrodeath), Tim Alexander (Primus), Eric Carr (Kiss), Mike Mangini (Dream Theater), Chad Smith (Red Hot Chili Peppers).